# Mexico City Open 2022
Il Mexico City Open 2022 è stato un torneo maschile di tennis professionistico. È stata la 1ª edizione del torneo, facente parte della categoria Challenger 125 nell'ambito dell'ATP Challenger Tour 2022. Si è svolto dal 4 al 10 aprile 2022 sui campi in terra rossa di Città del Messico, in Messico.

## Partecipanti

### Teste di serie
| Nazionalità | Giocatore               | Ranking* | Testa di serie |
| ----------- | ----------------------- | -------- | -------------- |
| Argentina   | Facundo Bagnis          | 104      | 1              |
| Argentina   | Tomás Martín Etcheverry | 108      | 2              |
| Stati Uniti | Stefan Kozlov           | 120      | 3              |
| Slovacchia  | Andrej Martin           | 128      | 4              |
| Argentina   | Juan Ignacio Londero    | 130      | 5              |
| Stati Uniti | Ernesto Escobedo        | 133      | 6              |
| Cile        | Nicolás Jarry           | 142      | 7              |
| Regno Unito | Jay Clarke              | 168      | 8              |

* Ranking al 21 marzo 2022.

### Altri partecipanti
I seguenti giocatori hanno ricevuto una wild card per il tabellone principale:
- Luis Carlos Álvarez
- Alex Hernández
- Nicolás Jarry

I seguenti giocatori sono entrati in tabellone come alternate:
- Viktor Durasovic
- Denis Istomin
- Peđa Krstin
- Bernard Tomic

I seguenti giocatori sono passati dalle qualificazioni:
- Nick Chappell
- Mateus Alves
- Keegan Smith
- Elmar Ejupović
- Gilbert Klier Júnior
- Nicolás Barrientos

## Campioni

### Singolare
Marc-Andrea Hüsler ha sconfitto in finale  Tomás Martín Etcheverry con il punteggio di 6–4, 6–2.

### Doppio
Nicolás Jarry /  Matheus Pucinelli de Almeida hanno sconfitto in finale  Jonathan Eysseric /  Artem Sitak con il punteggio di 6–2, 6–3.